# Stachys argillicola
Stachys argillicola là một loài thực vật có hoa trong họ Hoa môi. Loài này được Sebsebe miêu tả khoa học đầu tiên năm 1993.